# Addison (villa)
Addison es una villa ubicada en el condado de Steuben en el estado estadounidense de Nueva York. En el año 2000 tenía una población de 1797 habitantes y una densidad poblacional de 366 personas por km².

## Geografía
Addison se encuentra ubicada en las coordenadas 42°6′28″N 77°13′56″O / 42.10778, -77.23222.

## Demografía
Según la Oficina del Censo en 2000 los ingresos medios por hogar en la localidad eran de $31 532, y los ingresos medios por familia eran $37 708. Los hombres tenían unos ingresos medios de $30 313 frente a los $21 053 para las mujeres. La renta per cápita para la localidad era de $15 215. Alrededor del 17.5% de la población estaban por debajo del umbral de pobreza.